# Nimox-arrest
Het arrest Nimox/Van den End, (HR 8 november 1991, NJ 1992/174), ook arrest Nimox/Auditrade of Nimox-arrest genoemd, is een arrest van de Nederlandse Hoge Raad, dat betrekking heeft op een dividenduitkering aan de holding (enig aandeelhouder) voorafgaand aan een faillissement. De moedermaatschappij pleegt hiermee een onrechtmatige daad jegens de concurrente schuldeisers in het faillissement.

## Casus
Nimox NV is enig aandeelhouder van Auditrade BV, een onderneming die handelt in hi-fi-apparatuur. Op 20 december 1983 besluit Nimox, in haar hoedanigheid van algemene vergadering van aandeelhouders van Auditrade BV tot een dividenduitkering aan de aandeelhouders van ƒ 1.124.000. Samen met een oude schuld van Auditrade aan Nimox resulteert dit in een vordering van Nimox op Auditrade van ƒ 1.500.000. Op 7 augustus 1984 wordt Auditrade failliet verklaard.

## Procesgang
De curator van Auditrade vordert bij de rechtbank vernietiging van het dividendbesluit. Deze vordering wordt niet toegewezen. Daarnaast klaagt hij Nimox aan wegens onrechtmatige daad. Nimox heeft onrechtmatig gehandeld jegens de overige schuldeisers van Auditrade door te stemmen voor de dividenduitkering. Door deze dividenduitkering heeft Nimox in het faillissement een concurrente in plaats van een achtergestelde vordering op andere schuldeisers. 
 De rechtbank wijst deze vordering toe. Het hof bekrachtig dit vonnis. Hiertegen gaat Nimox in cassatie.

## Rechtsvraag
Een belangrijke rechtsvraag is of een besluit tot dividenduitkering dat niet op grond van art. 2:11 BW kan worden vernietigd, toch onrechtmatig kan zijn.

## Hoge Raad
De Hoge Raad oordeelde:

3.3.1. (...) Ook indien van de geldigheid van het besluit als zodanig moet worden uitgegaan bij gebreke van vernietiging bij rechterlijk vonnis op de voet van art. 2:11 BW, volgt hieruit niet dat uitvoering van het besluit tegenover derden zoals schuldeisers van de vennootschap niet onrechtmatig kan zijn, noch dat het door uitoefening van het stemrecht bewerkstelligen van de totstandkoming van het besluit tegenover derden niet onrechtmatig kan zijn. (...)
3.3.3. (...) De rechtbank heeft (...) vooropgesteld dat het besluit niet slechts "een intern-vennootschappelijke rechtshandeling" is geweest, maar "tevens een externe rechtshandeling, bestaande in de toekenning aan Nimox van een vordering op Auditrade", en dat het "als externe handeling bezien" een onrechtmatige daad kan opleveren. In het vervolgens door de rechtbank overwogene ligt besloten dat zij het besluit als "externe rechtshandeling" als een onrechtmatige daad van Auditrade heeft beschouwd.

De Hoge Raad verwerpt het beroep. Hierbij speelde een rol dat Nimox ten tijde van het dividendbesluit enig aandeelhouder van Auditrade was.

## Betekenis
Het belang van het Nimox-arrest ligt vooral in de meerdere perspectieven die een rol kunnen spelen bij de beoordeling van een dividendbesluit. Zowel het besluit zelf als het stemmen voor het besluit kunnen onrechtmatig zijn. Het feit dat een besluit vanuit het ene perspectief niet als onrechtmatig is aan te merken, betekent niet dat onrechtmatigheid ook in andere opzichten zou ontbreken.